# Prix Milner
Le prix Milner ou prix Milner de la Royal Society est un prix décerné, pour des réalisations exceptionnelles, à un chercheur européen en informatique, avec le soutien de Microsoft Research.
Il prend la suite du prix Microsoft de la Royal Society et de l'Académie des Sciences, et est appelé ainsi en hommage à Robin Milner, un pionnier en informatique.
Le lauréat doit être un chercheur en activité en informatique, à l'exception des chercheurs employés par Microsoft; de plus, il doit avoir résidé en Europe pendant au moins 12 mois avant sa nomination. Le récipiendaire obtient une médaille et un prix de 5 000 £. Le lauréat est invité à donner une conférence publique sur ses travaux de recherche devant la Royal Society.
Le récipiendaire est choisi par le conseil de la Royal Society sur recommandation du comité de sélection du prix Milner. Ce comité est formé de fellows de la Royal Society, de membres de l'Académie des sciences et de membres de la Leopoldina. Le comité examine les candidatures à nomination; une candidature est examinée au plus trois fois, et entre deux candidatures, il y a un délai d'attente d'un an.

## Lauréats
Les lauréats sont les suivants :
- 2023 : Stéphane Mallat
- 2022 : Yvonne Rogers
- 2021 : Zoubin Ghahramani
- 2020 : Cordelia Schmid
- 2019 : Eugene Myers, « pour ses techniques informatiques du séquençage du génome au quotidien qui ont permis l'analyse à grande échelle des images biologiques ».
- 2018 : Marta Kwiatkowska « pour ses contributions au développement théorique et pratique du model checking quantitatif et stochastique ».
- 2017 : Andrew Zisserman « en reconnaissance de ses réalisations exceptionnelles en programmation informatique, dont des travaux sur la théorie computationnelle et les systèmes commerciaux pour images géométriques ».
- 2016 : Xavier Leroy, « en reconnaissance de ses réalisations exceptionnelles dans la programmation informatique ».
- 2015 : Thomas A. Henzinger, « pour des avancées fondamentales dans la théorie et la pratique de la vérification formelle et la synthèse de systèmes informatiques réactifs, en temps réel et hybrides ».
- 2014 : Bernhard Schölkopf, « pour être un pionnier dans l'apprentissage automatique, et dont le concept de machine à noyau est utilisé dans tous les domaines de la science et de l'industrie ».
- 2013 : Serge Abiteboul, « pour ses recherches de pointe au niveau mondial sur les bases de données ayant un impact scientifique et industriel important. »
- 2012 : Gordon Plotkin, « pour sa recherche fondamentale sur la sémantique de programmation ».